# Carlos González Cabrera
Carlos González Cabrera (La Piedad de Cabadas; 12 de abril de 1935-Guadalajara; 8 de julio de 2017) fue un futbolista mexicano en la posición de delantero.

## Trayectoria
Estuvo bajo contrato con C.F. La Piedad, el C.D. Zamora, Atlas de Guadalajara y con C.D. Poza Rica, desde 1952 hasta 1968.

## Selección nacional
Participó con la selección mexicana en la Copa del Mundo de 1958, donde jugó contra Gales (que terminó 1-1 y le dio a México su primer punto en una Copa Mundial) y Hungría (0-4).

### Participaciones en Copas del Mundo
| Mundial                        | Sede   | Resultado    |
| ------------------------------ | ------ | ------------ |
| Copa Mundial de Fútbol de 1958 | Suecia | Primera fase |

## Clubes
| Club           | País   | Año       |
| -------------- | ------ | --------- |
| C.F. La Piedad | México | 1952-1955 |
| C.D. Zamora    | México | 1955-1956 |
| Atlas F.C.     | México | 1956-1962 |
| C.D. Poza Rica | México | 1962-1968 |

## Palmarés

### Títulos nacionales
| Título                      | Equipo    | País   | Año     |
| --------------------------- | --------- | ------ | ------- |
| Copa México                 | Atlas     | México | 1961-62 |
| Campeón de Campeones        | Atlas     | México | 1961-62 |
| Copa de la Segunda División | Poza Rica | México | 1963    |
| Copa de la Segunda División | Poza Rica | México | 1967    |